# Carrefour protégé

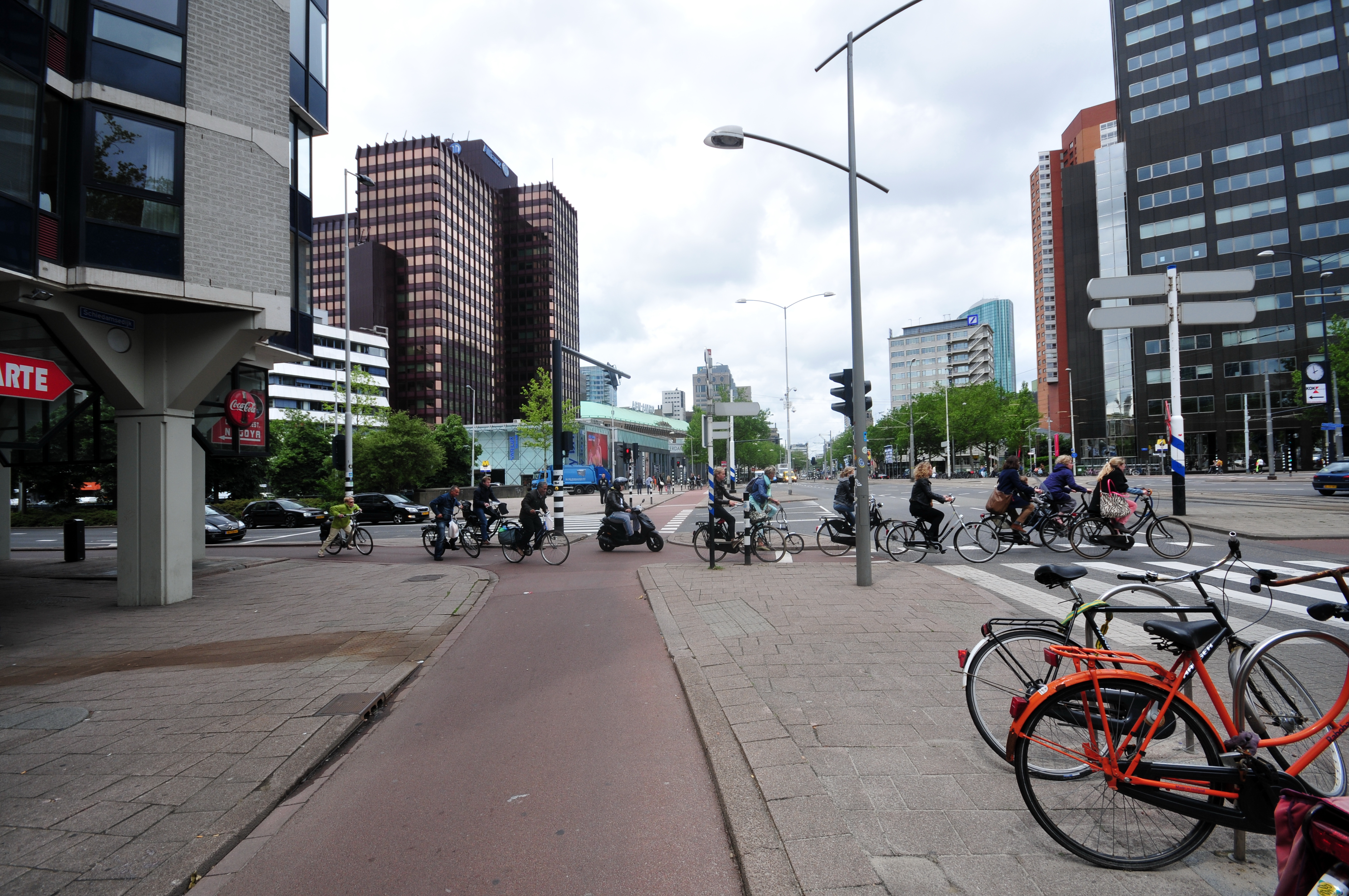
Une intersection protégée à Rotterdam aux Pays-Bas. Une manière sûre de traverser sur un vélo.

Un carrefour protégé est une intersection de routes sur un même niveau dans lequel les cyclistes et les piétons sont séparés des véhicules motorisés. Les véhicules motorisés tournant à droite sont séparés par un espace aussi long qu'une voiture des passages piétons et cyclable, pour augmenter le temps de réaction disponible et améliorer la visibilité. Les conducteurs regardant avant de tourner à droite ont une meilleure visibilité des cyclistes et des piétons car ils voient immédiatement à droite au lieu d'avoir à regarder par-dessus leur épaule.
Ce type de carrefour routier, courant aux Pays-Bas, commence à être installé en Amérique du Nord.

## Fonctionnalités

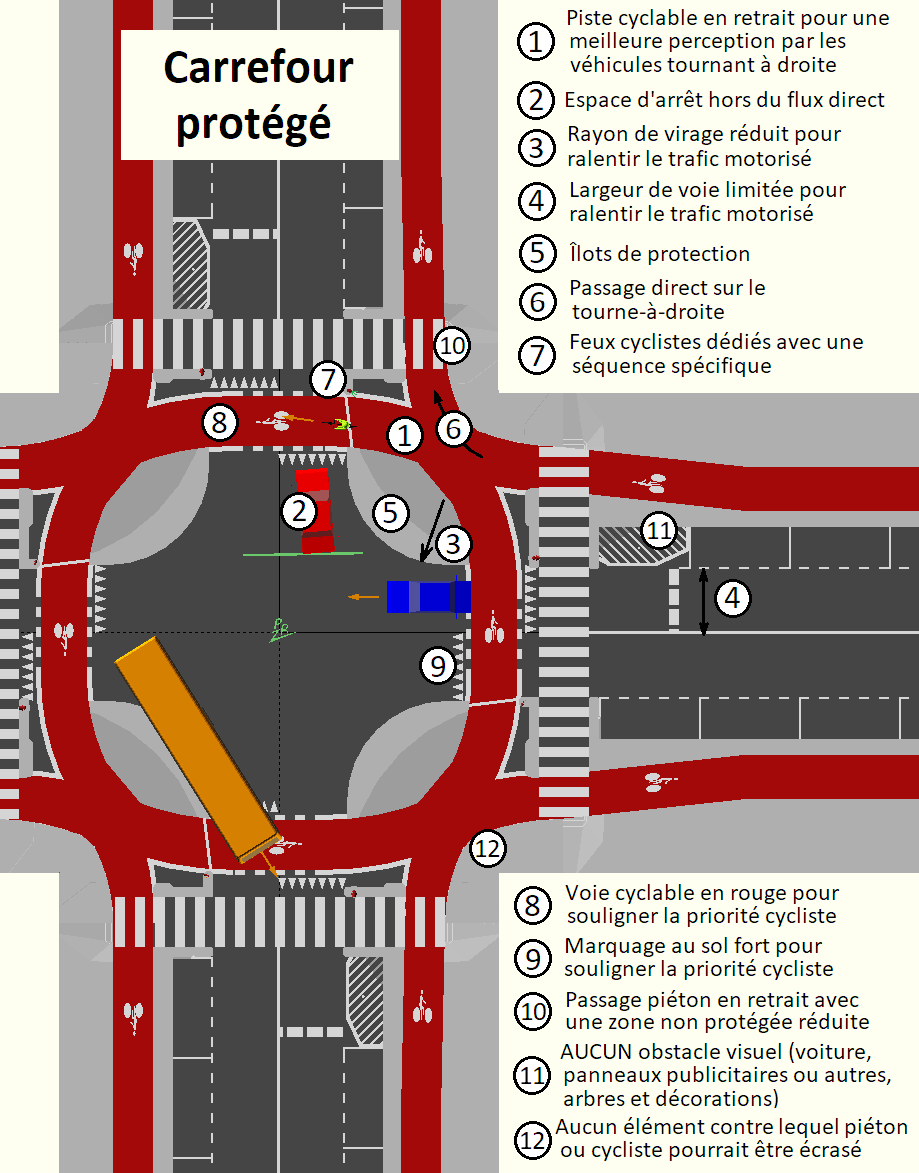
Fonctionnalités d'un carrefour protégé, comme on en trouve couramment aux Pays-Bas.

Un certain nombre d'éléments rendent ce type d'intersection plus sûr. Un îlot de protection, des passages piétons et cyclables en recul (entre 1,5 et 7 mètres), une bande d'arrêt cycliste très en avant du feu voitures qui permet au cycliste d'avoir une longueur d'avance par rapport aux automobilistes qui doivent s'arrêter avant le passage piéton. Un séquencement des feux ou au moins un feu piéton et cycliste anticipé limite les conflits entre les piétons et les cyclistes qui peuvent souvent avoir traversé avant que les voitures arrivent. La conception permet aux cyclistes un virage à droite sans s'arrêter (et parfois à gauche au feu rouge).
Un marquage au sol fort est essentiel pour délimiter la piste cyclable et sa priorité éventuelle. De larges bandes de délimitation sont peintes sur les bords de voie cyclable et la priorité est rappelée par des 'dents de requin' (des triangles avec les pointes orientées vers les véhicules non prioritaires) et aussi parfois sur la voie entrante dans le carrefour. 
En sus du marquage au sol, la couleur de la piste (rouge aux Pays-Bas) joue un rôle important pour rappeler la priorité de la voie cyclable, la voie perdant sa couleur rouge si elle n'est pas prioritaire (ce qui est rare sur ce genre de carrefour). La couleur rouge n'est en général pas une peinture mais c'est l'asphalte qui est coloré (avec de l'oxyde de fer) ce qui est durable et peu coûteux.
La voie cyclable est souvent en légère surélévation ce qui incite les automobilistes à ralentir. Sa surface est continue sans seuil.

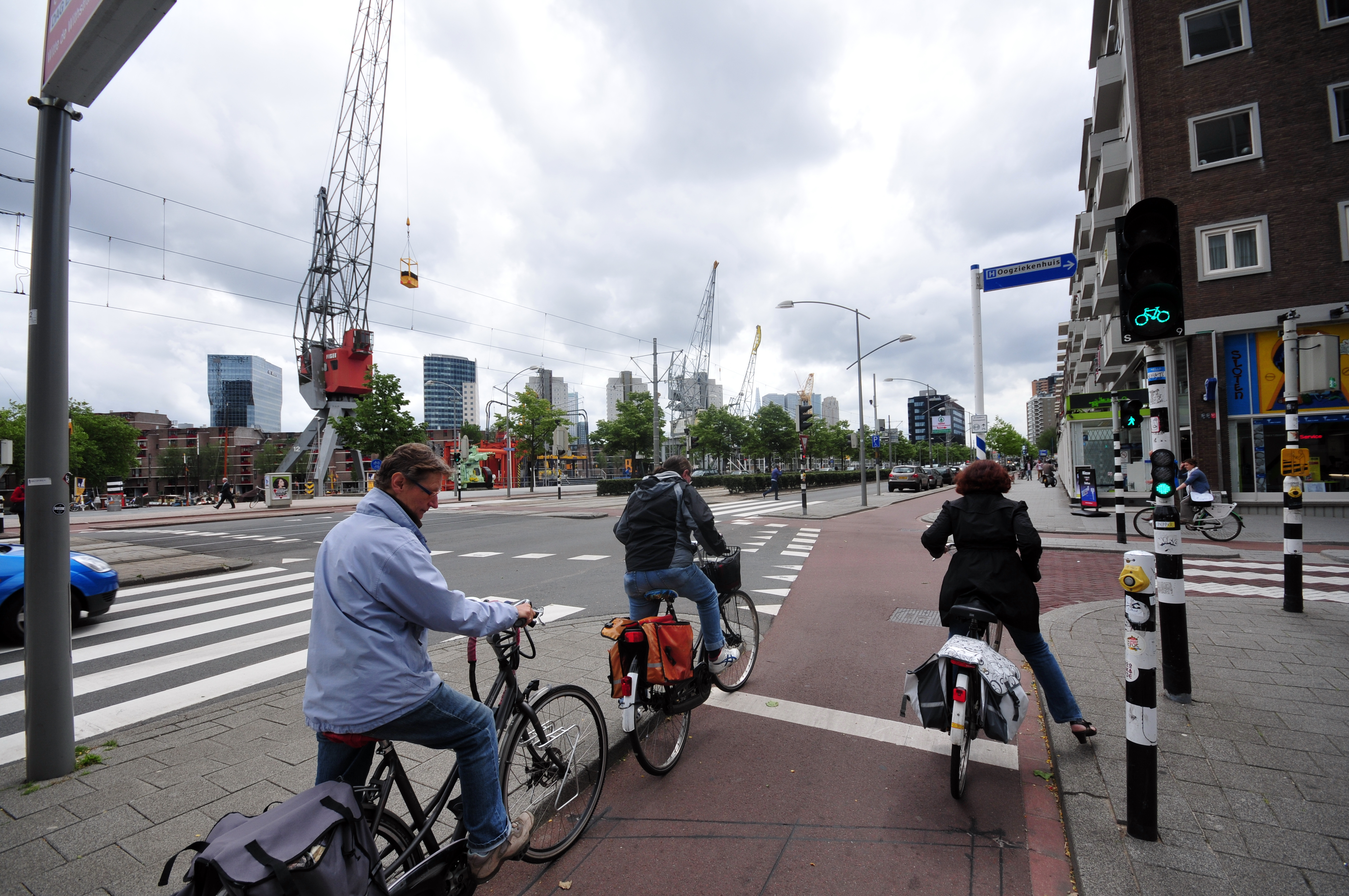
La protection des cyclistes en utilisant des feux dédiés aux vélos.

Les cyclistes disposent idéalement d'une piste cyclable à l'approche de l'intersection, avec des trottoirs de séparation en béton et une piste cyclable d'une largeur d'au moins 2 mètres (pour un seul sens). Aux Pays-Bas, la majorité des pistes cyclables unidirectionnelles ont une largeur d'au moins 2,5 m.
La réduction du rayon de virage peut poser des problèmes pour les grands véhicules (camions et bus), aussi dans certains cas, des îlots partiellement « grimpables » ont été installés, de manière similaire à ce qu'on peut trouver dans certains mini ronds-points.

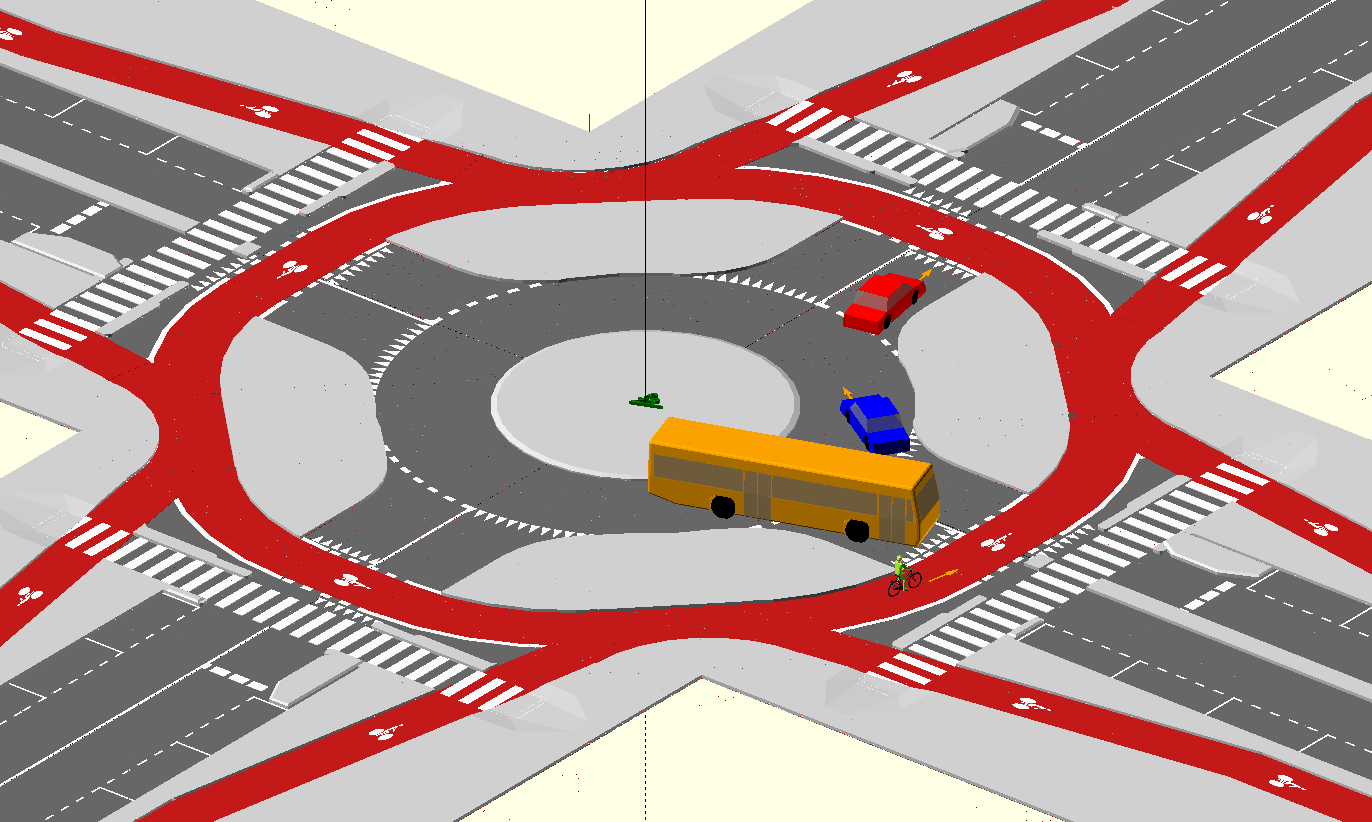
Vue 3D d'un carrefour giratoire protégé, comme on en trouve aux Pays-Bas.

## Carrefours giratoires protégés
Les carrefours giratoires protégés sont une variante des carrefours protégés adaptée à un trafic plus réduit, sans feux de circulation,.

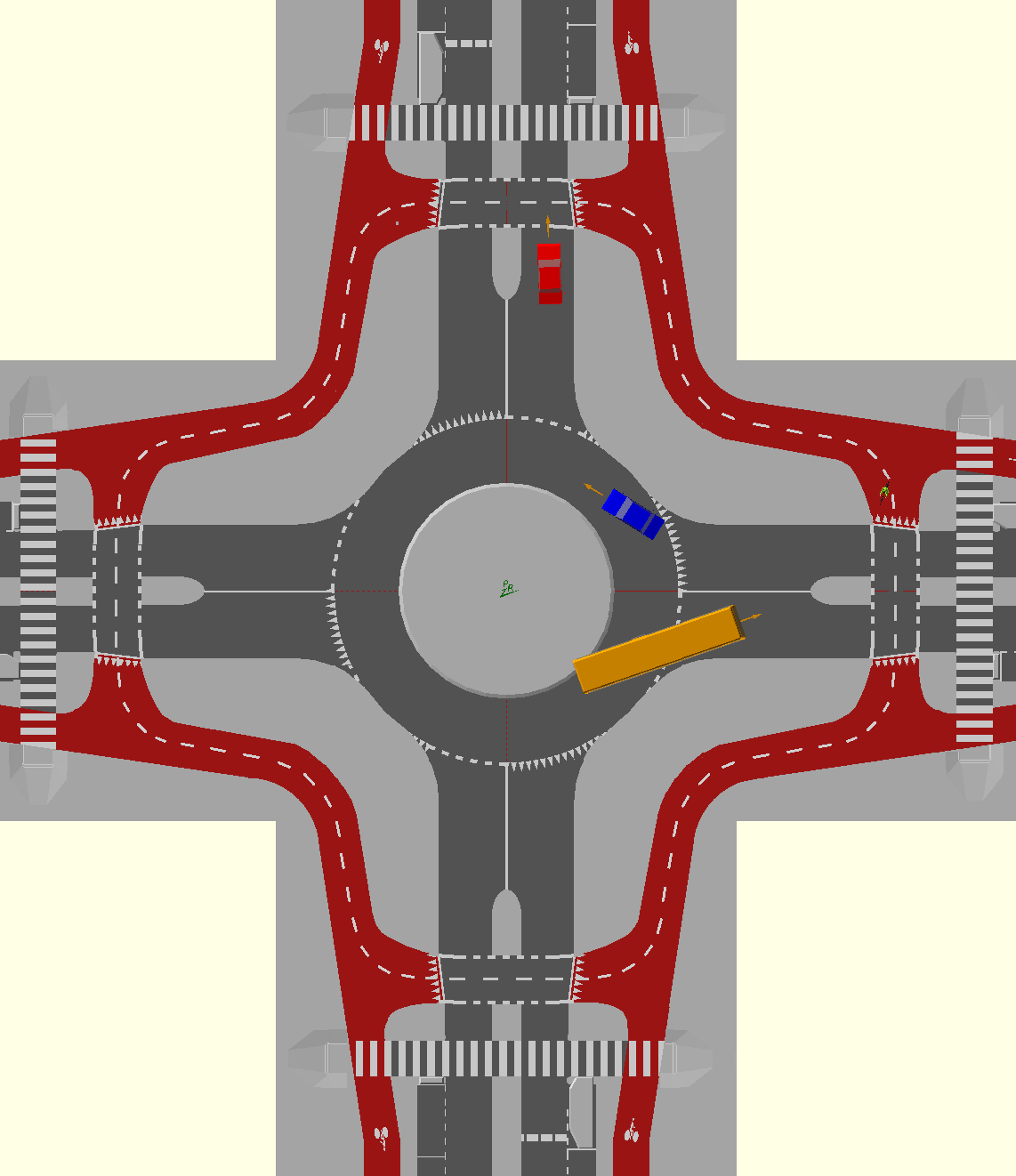
Carrefour giratoire alternatif.

Une conception alternative avec une distance accrue entre le carrefour et les passages piétons et cyclistes, avec la priorité aux véhicules motorisés, offrant une meilleure sécurité et maintenant un aspect pratique avec des pistes cyclables bi-directionnelles.

## Conception et publication
Aux Pays-Bas, une association travaillant sur la standardisation, les recherches sur le trafic routier, les transports et les infrastructures, le CROW (nl), publie depuis 2006 un manuel de conception des infrastructures cyclistes, pour lequel il existe une version en anglais de la dernière édition de 2017.
Le concept de carrefour protégé a obtenu une audience internationale après un post (en anglais) de Mark Wagenbuur en avril 2011, intitulé « State of art bikeway design, or is it? », comme invité sur le blog de David Hembrow, post associé à une vidéo critiquant la conception d'un carrefour aux États-Unis publiée dans un guide de conception de la National Association of City Transportation Officials (en) (NACTO - association américaine de spécialistes municipaux du transport), ce post tentant d'expliquer la philosophie néerlandaise des carrefours protégeant les cyclistes et les piétons. Pour souligner ses arguments, les schémas de cette vidéo étaient basés sur ceux du NACTO.
Un mois plus tard, Mark Wagenbuur publie un autre post tentant à nouveau de clarifier le concept et d'éviter les erreurs d'interprétation, intitulé « State of the art bike way design - a further look », avec une nouvelle vidéo.
Aux USA, Nick Falbo, un membre d'un bureau d'études de planification, à l'origine des schémas du NACTO, Alta planning+design, publie à titre personnel en février 2014 un site (protectedintersection.com) avec une présentation du concept basée sur son interprétation des posts de Mark Wagenbuur.
En février 2014, David Hembrow publie un post intitulé « The myth of standard Dutch junction » (Le mythe des carrefours néerlandais standards). Le même mois, Mark Wagenbuur publie sur son propre blog une nouvelle clarification « Junction design in the Netherlands » critiquant certaines conceptions (nord-américaines) qu'il considérait comme une interprétation erronée de ses posts.
Ensuite le bureau d'études Alta planning+design publie en décembre 2015 une présentation avec une brève histoire des réalisations des carrefours protégés aux États-Unis et au Canada comportant des éléments divergents des conceptions néerlandaises.